# 北桥街道 (苏州市)
北桥街道，是中华人民共和国江苏省苏州市相城区下辖的一个乡镇级行政单位。

## 行政区划
北桥街道下辖以下地区：
盛北社区、北渔社区、鹅东村、丰泾村、芮埭村、庄基村、石桥村、灵峰村、莲花庄村、新北村和漕湖村。